# Plateau rocheux de l'île d'Yeu
Plateau rocheux de l'île d'Yeu este o arie protejată (sit de importanță comunitară — SCI) din Franța întinsă pe o suprafață de 11.998 ha, integral marine.

## Localizare
Centrul sitului Plateau rocheux de l'île d'Yeu este situat la coordonatele 46°42′17″N 2°26′11″W / 46.70472°N 2.43639°V.

## Înființare
Situl Plateau rocheux de l'île d'Yeu a fost declarat arie specială de conservare în baza directivei 92/43 din 1992 referitoare la conservarea habitatelor naturale și a faunei și florei sălbatice pentru a proteja 2 specii de animale.

## Biodiversitate
Situată în ecoregiunea atlantică, aria protejată conține 4 habitate naturale: Bancuri de nisip acoperite în permanență slab de apă marină, Golfuri mici largi și golfuri puțin adânci, Recifuri, Peșteri marine scufundate complet sau parțial.
La baza desemnării sitului se află mai multe specii protejate de  mamifere (2): marsuin (Phocoena phocoena), delfin mare (Tursiops truncatus).
Pe lângă speciile protejate, pe teritoriul sitului au mai fost identificate 2 specii de plante, 3 specii de mamifere, 4 specii de nevertebrate, 2 specii de pești, 1 specie de reptile.